# التجمع من أجل فرنسا (النيجر)
التجمع من أجل فرنسا (بالفرنسية: Rassemblement pour la France)‏ كان حزبا سياسيا في النيجر.

## التاريخ
أسسه مواطنون فرنسيون في الإقليم، فاز مرشح الحزب جان أودو بأحد المقاعد الثلاثة المخصصة للنيجر في انتخابات 10 أكتوبر 1953 لجمعية الاتحاد الفرنسي.